# Ашманов Ігор Станіславович
Ігор Станіславович Ашманов (рос. Игорь Станиславович Ашманов; нар. 9 січня 1962, Москва, СССР) — російський підприємець в сфері інформаційних технологій, штучного інтелекту, розробки програмного забезпечення, управління проєктами. Керував розвитком лінгвістичного модуля ОРФО російської версії Microsoft Office, сім'ї електронних словників «МультиЛекс», спам-фільтра «Спамтест» і ін. Кандидат технічних наук, мультимільйонер, співголова «Партії Велика Вітчизна» Миколи Старикова.
Керуючий партнер, генеральний директор компанії «Ашманов і партнери», інвестор і співвласник десятків інших профільних проєктів, один із засновників і найвідоміших топ-менеджерів російської IT-індустрії, визнаний експерт в області інформаційних технологій, інтернет-маркетингу, пошукової оптимізації.

## Санкції
Ігор Станіславович Ашманов є членом Президентської ради з питань громадянського суспільства та прав людини. Він був довіреною особою чинного кандидата Володимира Путіна під час його президентської кампанії в 2018 році.
З початку загарбницької війни Росії проти України він виправдовував вторгнення Росії та поширював російську пропаганду та дезінформацію про війну. Виступав за посилення військової цензури в Російській Федерації.
25 лютого 2023 року доданий до санкціного списку Євросоюзу.
З 1 квітня 2023 року доданий до санкціного списку України.
З 2 травня 2023 року доданий до санкційного списку Швейцарії.